# Lorton (Nebraska)
Lorton è un villaggio degli Stati Uniti d'America della contea di Otoe nello Stato del Nebraska. La popolazione era di 41 persone al censimento del 2010.

## Storia
Lorton in origine si chiamava Delta, e sotto quest'ultimo nome è stata intrecciata nel 1881. A causa della presenza di un'altra stazione ferroviaria di nome Delta, la città ha cambiato nome in Lorton nel 1892, al fine di evitare ripetizioni.

## Geografia fisica
Lorton è situata a 40°35′46″N 96°01′26″W (40.596122, -96.023839).
Secondo lo United States Census Bureau, ha un'area totale di 0,04 miglia quadrate (0,10 km²).

## Società

### Evoluzione demografica
Secondo il censimento del 2010, c'erano 41 persone.

### Etnie e minoranze straniere
Secondo il censimento del 2010, la composizione etnica del villaggio era formata dal 100,0% di bianchi.